# فيكتور وفالنتينو
فيكتور وفالنتينو (بالإنجليزية: Victor and Valentino)‏ هو مسلسل رسوم متحركة أمريكي، صدر الموسم الأول على قناة كرتون نتورك في 30 مارس 2019.

## روابط خارجية
فيكتور وفالنتينو على موقع IMDb (الإنجليزية)
- فيكتور وفالنتينو على موقع روتن توميتوز (الإنجليزية)
- فيكتور وفالنتينو على موقع ميوزك برينز (الإنجليزية)
- فيكتور وفالنتينو على موقع كينوبويسك (الروسية)
- فيكتور وفالنتينو على موقع قاعدة بيانات الفيلم (الإنجليزية)